# Signal-brusförhållande
Signal-brusförhållande (Signal-to-noise ratio på engelska, ofta förkortat SNR eller S/N) är en term inom elektrotekniken som definierar förhållandet mellan signaleffekten och den bruseffekt som förvanskar signalen.
I mindre tekniska termer så kan man säga att SNR jämför nivån hos nyttosignalen (såsom musik) med bakgrundsbruset. Ju högre kvot desto mindre störs man av bakgrundsbruset. I detta fallet kan man också kalla det dynamik. 
En CD-spelare har till exempel en dynamik på runt 90 dB. En skivspelare kanske klarar 25 dB.

## Teknisk specifikation
Inom ingenjörskonsten är SNR en term för effektkvoten mellan en signal med meningsfull information och bakgrundsbruset.
{\displaystyle \mathrm {SNR} ={P_{\mathrm {signal} } \over P_{\mathrm {brus} }},}
där P är medeleffekten. Både signaleffekten och bruseffekten måste vara uppmätt vid samma eller ekvivalenta punkt i ett system och inom samma systems bandbredd.
Om signalen och bruset uppmätts över samma impedans så kan SNR kalkyleras genom att ta kvadraten på amplitudernas förhållande.
{\displaystyle \mathrm {SNR} ={P_{\mathrm {signal} } \over P_{\mathrm {brus} }}=\left({A_{\mathrm {signal} } \over A_{\mathrm {brus} }}\right)^{2},}
där A är RMS-amplitud (till exempel RMS Volt).
På grund av att många signaler har en väldigt bred dynamik specificeras SNR vanligtvis logaritmiskt. I decibel är SNR definitionsmässigt lika med 10 ggr logaritmen av effektförhållandet.
{\displaystyle \mathrm {SNR(dB)} =10\log _{10}\left({P_{\mathrm {signal} } \over P_{\mathrm {brus} }}\right)=20\log _{10}\left({A_{\mathrm {signal} } \over A_{\mathrm {brus} }}\right).}